# Insignia
Insignia is een geslacht van weekdieren uit de klasse van de Gastropoda (slakken).

## Soort
- Insignia macrostoma Angelov, 1972